# Michelle Stiekema
Michelle Stiekema (Groningen, 21 november 1989) is een Nederlands beachvolleybalster.

## Carrière
Stiekema volleybalt sinds 2008 voor Beach Team Holland op topniveau en dat doet ze sinds 2010 samen met Rimke Braakman. Daarvoor vormde ze een duo met Danielle Remmers, Madelein Meppelink en Ilke Meertens. Stiekema woont in Den Haag. Haar broer Jon is eveneens een volleyballer in het beachcircuit.
Stiekema en Braakman wonnen in 2011 het Nederlands kampioenschap beachvolleybal.